# 徳島県立池田支援学校
徳島県立池田支援学校（とくしまけんりついけだしえんがっこう）は、徳島県三好市にある公立の特別支援学校。

## 沿革
- 1979年 - 池田学園教室が設置。
- 1988年 - 池田学園教室が徳島県立国府養護学校池田分校となり高等部が設置。
- 1988年 - 新校舎が完成。
- 2001年 - 徳島県の「平成13年交通安全モデル校」に指定。
- 2002年 - 体育館が完成。
- 2007年 - 通学生を対象に学校給食が開始。
- 2010年 - 徳島県立池田支援学校として新たに開校。美馬市に美馬分校を設置。

## 設置課程
- 小学部
- 中学部
- 高等部

## 美馬分校

### 沿革
- 2010年4月1日 - 開校。徳島県立美馬商業高等学校の校舎を利用している。
- 2012年 - 徳島県教育委員会「読書の生活化プロジェクトⅡ」優秀実践校として「知事賞」を受賞。

### 設置過程
- 高等部